# ウノプロストン
ウノプロストン (Unoprostone)はプロスタグランジンF2αアナログで、そのイソプロピルエステルであるイソプロピルウノプロストンは眼科領域で緑内障の進展阻止および高眼圧症の管理に用いられる。先発薬はSucampo Pharmaceuticals（日本では参天製薬）からレスキュラ（Rescula）という名称で上市されていたが、米国では販売中止となった。

## 効能・効果
緑内障、高眼圧症

## 用法・用量
1回1滴を1日2回点眼する。

## 作用
主経路（線維柱帯流出路）または副経路（ぶどう膜強膜流出路）からの房水流出を促進し、眼圧下降作用を示す。

## 副作用
プロスタグランジンアナログに共通の副作用として、虹彩やまぶたへの色素沈着や睫毛が濃くなる（眼瞼部多毛）などがある。
その他、頻度不明であるが結膜の充血や浮腫、角膜炎、虹彩炎、頭痛や鼻閉、悪心、嘔吐などがみられることがある。